# Эццонены

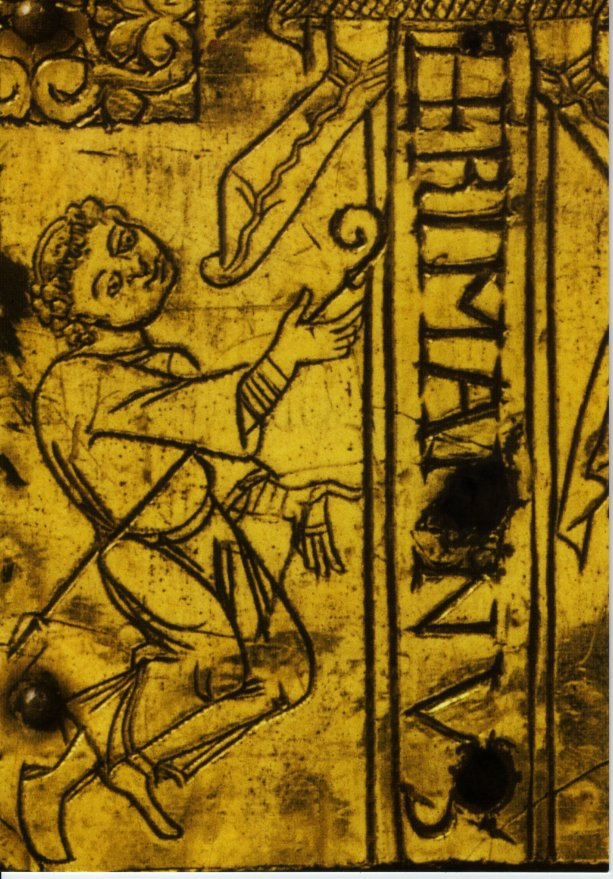
Герман II, архиепископ Кёльна

Эццонены или Эццониды (нем. Ezzonen) — династия лотарингского происхождения, сведения о которой появляются с начала IX века, а наибольшего влияния она достигла к началу XI века. Династия названа в по имени пфальцграфа Лотарингии Эццо, который сочетался браком с Матильдой (ок. 979—1025), дочерью императора Оттона II. Матильде было дано соответствующее её положению приданое: Эццонены получили многочисленные владения, в том числе Ауэльгау или Вальденбург в Зауерланде, а также имперскую землю Заальфельд и Орлагау. Во времена правления Салической династии представители Эццоненов в разное время были герцогами Швабии, Каринтии и Баварии.
Первым известным представителем династии был Эренфрид, граф Блисгау, Кельдехау, Боннгау и возможно Шармуа, сведения о котором появляются в IX веке. Возможно, что он состоял в родственных связях с Каролингами или же был потомком королей Тюрингии. Влиятельное происхождение Эццоненов становится очевидным по количеству титулов и земель, которые они контролируют к концу IX века. Потомками Эццоненов являются династии Лимбург-Штирум, Альтена-Берг, Ламарки. 
Некоторые представители династии:
- Эццо, пфальцграф Лотарингии.
- Оттон II, герцог Швабии
- Герман II, архиепископ Кёльна
- Конрад III, герцог Каринтии
- Конрад I, герцог Баварии